# Coppa Italia 2011-2012 (turni preliminari)
Questa voce raccoglie un approfondimento sulle gare dei turni preliminari dell'edizione 2011-2012 della Coppa Italia di calcio.

## Primo turno

### Risultati
| Arbitro: | Aureliano (Bologna) |

|                      |           |  |
| Guerra 66’, 71’, 90’ | Marcatori |  |

| Arbitro: | Fabbrini (Livorno) |

|                                   |           |  |
| Papini 25’ Iunco 42’ Evacuo 90+2’ | Marcatori |  |

| Arbitro: | Brasi (Seregno) |

|            |           |                        |
| Savoia 66’ | Marcatori | 18’ Guazzo 84’ Girardi |

| Arbitro: | Manganiello (Pinerolo) |

|             |           |  |
| Martini 39’ | Marcatori |  |

| Arbitro: | Roca (Foggia) |

|  |           |          |
|  | Marcatori | 83’ Cori |

| Arbitro: | Minelli (Varese) |

|                  |           |                                |
| Lamma 76’ (aut.) | Marcatori | 13’ Patacchiola 23’ Silva Reis |

| Arbitro: | D'Angelo (Ascoli Piceno) |

|                                                 |           |  |
| Tiboni 18’ Lanzoni 45+2’ Venitucci 90+3’ (rig.) | Marcatori |  |

| Arbitro: | Bellotti (Verona) |

|                                |           |             |
| Ferrari 9’ Inglese 19’ 38’ 64’ | Marcatori | 45+1’ Gjoni |

| Arbitro: | Illuzzi (Molfetta) |

|                                            |                      |                                             |
| Vacca 16’                                  | Marcatori            | 73’ Malgrati                                |
| Germinale Fogolari D'Anna Frascatore Vacca | Tiri di rigore 4 – 3 | Dionisi Floriano Bortolotto Chimenti Sinato |

| Arbitro: | Fiore (Barletta) |

|                |           |                              |
| Mammarella 59’ | Marcatori | 16’ De Luca 35’ Tranchitella |

| Arbitro: | Cangiano (Napoli) |

|  |           |               |
|  | Marcatori | 40’ Garaffoni |

| Arbitro: | Caso (Verona) |

|  |           |                                |
|  | Marcatori | 27’ De Angelis 47’ 89’ Herrera |

| Arbitro: | Ros (Pordenone) |

|                            |           |  |
| Princivalli 24’ Godeas 26’ | Marcatori |  |

| Arbitro: | Petroni (Roma 1) |

|                                    |           |  |
| Bottone 40’ Vitale 50’ Tavares 57’ | Marcatori |  |

| Arbitro: | Lanza (Nichelino) |

|                                                     |           |  |
| Carparelli 45+1’ (rig.) Favasuli 72’ Obodo II 90+3’ | Marcatori |  |

| Arbitro: | Gallo (Barcellona Pozzo di Gotto) |

|            |           |  |
| Fofana 87’ | Marcatori |  |

| Arbitro: | Tardino (Milano) |

|                   |           |                       |
| Alessi 80’ (rig.) | Marcatori | 33’ Perini 47’ Concas |

| Arbitro: | Dei Giudici (Latina) |

|                                        |           |             |
| Carlini 57’ Ginestra 79’ 83’ Terra 90’ | Marcatori | 67’ Grandin |

### Tabella riassuntiva
| Squadra 1       | Risultato       | Squadra 2              |
| --------------- | --------------- | ---------------------- |
| Reggiana        | 1 - 2           | Carpi                  |
| Sorrento        | 4 - 1           | Tamai                  |
| Pisa            | 3 - 0           | Bacoli Sibilla Flegrea |
| Piacenza        | 3 - 0           | Pontedera              |
| Alessandria     | 1 - 0           | Casertana              |
| Como            | 1 - 2           | Prato                  |
| Latina          | 0 - 1           | L'Aquila               |
| Triestina       | 2 - 0           | Voghera                |
| Virtus Lanciano | 1 - 2           | Castel Rigone          |
| Lumezzane       | 4 - 1           | Pro Patria             |
| Siracusa        | 1 - 0           | Teramo                 |
| Frosinone       | 3 - 0           | Pomigliano             |
| Barletta        | 0 - 1           | Carrarese              |
| Foggia          | 3 - 0           | Trapani                |
| Spezia          | 3 - 0           | Saint-Christophe       |
| Portogruaro     | 0 - 3           | Avellino               |
| Feralpisalò     | 1 - 2           | Taranto                |
| Benevento       | 1 - 1 (5-4 dcr) | Tritium                |

Note
1. ↑  Inversione di campo rispetto all'esito del sorteggio.

## Secondo turno

### Risultati
| Arbitro: | Candussio (Cervignano del Friuli) |

|                                                  |           |                              |
| Raimondi 32’ (aut.) Schiavon 58’ Martinelli 108’ | Marcatori | 21’ Carparelli 41’ Tremolada |

| Arbitro: | Tommasi (Bassano del Grappa) |

|                                    |           |  |
| Greco 7’ (rig.) 18’ 32’ Turati 35’ | Marcatori |  |

| Arbitro: | Ostinelli (Como) |

|                                                               |           |  |
| Ruggiero 34’ (aut.) Jonathas 42’ Feczesin 51’ 59’ De Maio 74’ | Marcatori |  |

| Arbitro: | Giancola (Vasto) |

|                              |           |             |
| Paulinho 36’ 49’ Dionisi 75’ | Marcatori | 11’ Longoni |

| Arbitro: | Velotto (Grosseto) |

|                      |           |  |
| Missiroli 20’ (rig.) | Marcatori |  |

| Arbitro: | Merchiori (Ferrara) |

|               |           |  |
| Antenucci 64’ | Marcatori |  |

| Arbitro: | Baracani (Firenze) |

|                          |           |             |
| Troiano 11’ Boakye 90+1’ | Marcatori | 62’ Mbakogu |

| Arbitro: | Gallione (Alessandria) |

|            |           |                             |
| Alemão 83’ | Marcatori | 37’ Abbate 69’ Hallfreðsson |

| Arbitro: | Nasca (Bari) |

| |                       |                                                                                             |
| Insigne 84’ 90+3’                                                                                  | Marcatori             | 30’ (rig.) Princivalli 78’ Godeas                                                           |
| Sansovini Zanon Verratti Insigne Cascione Romagnoli Giacomelli Capuano Balzano Pinsoglio Sansovini | Tiri di rigore 9 – 10 | Bariti Godeas Princivalli De Vena Pezzi Viotti D'Ambrosio Villanovich Miani Cecchini Bariti |

| Arbitro: | Viti (Campobasso) |

|                                  |           |                 |
| Guastalvino 39’ (aut.) Laner 49’ | Marcatori | 9’ Tranchitella |

| Arbitro: | Di Paolo (Avezzano) |

|                             |           |             |
| Sbaffo 1’ Beretta 114’ 116’ | Marcatori | 7’ Prosperi |

| Arbitro: | Massa (Imperia) |

|  |           |            |
|  | Marcatori | 11’ Correa |

| Arbitro: | Mariani (Aprilia) |

|                                        |           |            |
| Tavano 32’ 58’ Coralli 54’ Tonelli 60’ | Marcatori | 23’ Guzmán |

| Arbitro: | Giacomelli (Trieste) |

|                                         |           |                         |
| Legati 14’ Lazarević 26’ Cutolo 28’ 86’ | Marcatori | 27’ Memushaj 49’ Concas |

| Arbitro: | Baratta (Salerno) |

|                |           |  |
| Masiello 90+4’ | Marcatori |  |

| Arbitro: | Di Bello (Brindisi) |

|             |           |  |
| Galardo 79’ | Marcatori |  |

| Arbitro: | Gavillucci (Latina) |

|                                    |           |                         |
| Sforzini 59’ Lupoli 67’ Caridi 79’ | Marcatori | 3’ Cavagna 41’ Marongiu |

| Arbitro: | Palazzino (Ciampino) |

|                                           |                      |                                              |
| Ciofani 21’ (rig.) Giannetti 92’          | Marcatori            | 72’ Germinale 114’ Falzarano                 |
| Farina Giannetti Raggio Garibaldi Ciofani | Tiri di rigore 3 – 2 | Pedrelli Fogolari Germinale Pintori Cipriani |

| Arbitro: | Cervellera (Taranto) |

|                 |           |  |
| Castaldo 5’ 38’ | Marcatori |  |

| Arbitro: | Irrati (Pistoia) |

|                                        |           |                           |
| Maccarone 13’ Accardi 83’ Sammarco 95’ | Marcatori | 55’ Simeoni 90+1’ Martini |

### Tabella riassuntiva
| Squadra 1   | Risultato         | Squadra 2     |
| ----------- | ----------------- | ------------- |
| Padova      | 4 - 2             | Carpi         |
| Crotone     | 1 - 0             | Sorrento      |
| Cittadella  | 3 - 2 (dts)       | Pisa          |
| Empoli      | 4 - 1             | Piacenza      |
| Sampdoria   | 3 - 2 (dts)       | Alessandria   |
| Grosseto    | 3 - 2             | Prato         |
| Sassuolo    | 2 - 1             | Juve Stabia   |
| Vicenza     | 1 - 2             | Verona        |
| Brescia     | 5 - 0             | L'Aquila      |
| Pescara     | 2 - 2 (11-12 dcr) | Triestina     |
| AlbinoLeffe | 2 - 1             | Castel Rigone |
| Torino      | 1 - 0             | Lumezzane     |
| Livorno     | 3 - 1             | Siracusa      |
| Modena      | 4 - 0             | Frosinone     |
| Reggina     | 1 - 0             | Carrarese     |
| Nocerina    | 2 - 0             | Foggia        |
| Bari        | 1 - 0             | Spezia        |
| Varese      | 0 - 1             | Avellino      |
| Ascoli      | 3 - 1 (dts)       | Taranto       |
| Gubbio      | 2 - 2 (5-4 dcr)   | Benevento     |

## Terzo turno

### Risultati
| Arbitro: | Banti (Livorno) |

|                                          |           |                                       |
| Palacio 14’ 49’ Pratto 16’ Kaladze 90+2’ | Marcatori | 37’ Di Maio 55’ Plasmati 88’ Castaldo |

| Arbitro: | Damato (Barletta) |

|                             |           |           |
| Buscè 48’ Tavano 77’ (rig.) | Marcatori | 61’ Pozzi |

| Arbitro: | Ciampi (Roma 1) |

|                                   |                      |                                               |
| Boakye 17’ Troiano 34’ Laribi 89’ | Marcatori            | 28’ Berrettoni 63’ D'Alessandro 90+4’ Ferrari |
| Laribi Troiano Longhi Boakye      | Tiri di rigore 2 – 4 | Le Noci Esposito Gómez Mancini Ferrari        |

| Arbitro: | Giannoccaro (Lecce) |

|                         |           |             |
| Greco 5’ Di Gennaro 83’ | Marcatori | 13’ Emerson |

| Arbitro: | Russo (Nola) |

|                         |           |                |
| Gilardino 10’ Cerci 47’ | Marcatori | 37’ Di Carmine |

| Arbitro: | Romeo (Verona) |

|              |           |  |
| Bogdani 119’ | Marcatori |  |

| Arbitro: | Gava (Conegliano Veneto) |

|                                           |           |                                                   |
| Moralez 30’ Tiribocchi 38’ Gabbiadini 78’ | Marcatori | 23’ (aut.) Padoin 48’ 52’ Giannetti 87’ Garibaldi |

| Arbitro: | Guida (Torre Annunziata) |

|                                         |           |  |
| Marotta 38’ 90+2’ Caputo 49’ Donati 61’ | Marcatori |  |

| Arbitro: | Rocchi (Firenze) |

|                                 |           |                    |
| Portanova 68’ Della Rocca 90+4’ | Marcatori | 2’ (rig.) Italiano |

| Arbitro: | Doveri (Roma 1) |

|                                                |           |           |
| Nenê 36’ (rig.) Larrivey 40’ 51’ 68’ Conti 50’ | Marcatori | 62’ Torri |

| Arbitro: | Peruzzo (Schio) |

|                            |           |              |
| Maxi López 38’ Gómez 90+2’ | Marcatori | 56’ Jonathas |

| Arbitro: | Mazzoleni (Bergamo) |

|           |           |  |
| Cesar 12’ | Marcatori |  |

| Arbitro: | Celi (Bari) |

|  |           |                      |
|  | Marcatori | 44’ Djurić 50’ Ciano |

| Arbitro: | Tozzi (Ostia Lido) |

|                                                           |           |  |
| D'Aiello 11’ (aut.) Pinardi 56’ Meggiorini 74’ Gemiti 78’ | Marcatori |  |

| Arbitro: | Gervasoni (Mantova) |

|                                         |           |                    |
| Giovinco 45’ Pellè 57’ Crespo 73’ 90+1’ | Marcatori | 80’ (aut.) Paletta |

| Arbitro: | Valeri (Roma 2) |

|                   |           |  |
| Calaiò 80’ (rig.) | Marcatori |  |

### Tabella riassuntiva
| Squadra 1  | Risultato       | Squadra 2   |
| ---------- | --------------- | ----------- |
| Bologna    | 2 - 1           | Padova      |
| Lecce      | 0 - 2           | Crotone     |
| Fiorentina | 2 - 1           | Cittadella  |
| Empoli     | 2 - 1           | Sampdoria   |
| Parma      | 4 - 1           | Grosseto    |
| Sassuolo   | 3 - 3 (2-4 dcr) | Verona      |
| Catania    | 2 - 1           | Brescia     |
| Novara     | 4 - 0           | Triestina   |
| Cagliari   | 5 - 1           | AlbinoLeffe |
| Siena      | 1 - 0           | Torino      |
| Chievo     | 1 - 0           | Livorno     |
| Modena     | 2 - 1           | Reggina     |
| Genoa      | 4 - 3           | Nocerina    |
| Bari       | 4 - 0           | Avellino    |
| Cesena     | 1 - 0 (dts)     | Ascoli      |
| Atalanta   | 3 - 4           | Gubbio      |

## Quarto turno

### Risultati
| Arbitro: | Giannoccaro (Lecce) |

|                                                            |           |                              |
| Diamanti 11’ (rig.) Vantaggiato 48’ Giménez 49’ Paponi 65’ | Marcatori | 71’ Sansone 80’ (rig.) Đurić |

| Arbitro: | Brighi (Cesena) |

|                              |           |  |
| Uribe 33’ 45+2’ Paloschi 48’ | Marcatori |  |

| Arbitro: | Doveri (Roma 1) |

|               |           |                |
| Cerci 27’ 37’ | Marcatori | 66’ Shekiladze |

| Arbitro: | Gervasoni (Mantova) |

|                                           |           |                                   |
| Birsa 36’ (rig.) Jorquera 90’ Pratto 115’ | Marcatori | 38’ Borghese 90+2’ (rig.) Bellomo |

| Arbitro: | Calvarese (Teramo) |

|             |           |                         |
| Sampaio 84’ | Marcatori | 16’ González 54’ Ângelo |

| Arbitro: | Peruzzo (Schio) |

|  |           |                       |
|  | Marcatori | 37’ Ferrari 62’ Gómez |

| Arbitro: | Baracani (Firenze) |

|                             |           |                                 |
| Lanzafame 3’ Maxi López 70’ | Marcatori | 68’ Granoche 78’ 90’ Meggiorini |

| Arbitro: | Giannoccaro (Lecce) |

|                                                  |           |  |
| Bogdani 11’ (rig.) Benalouane 68’ Candreva 90+2’ | Marcatori |  |

### Tabella riassuntiva
| Squadra 1  | Risultato   | Squadra 2 |
| ---------- | ----------- | --------- |
| Bologna    | 4 - 2       | Crotone   |
| Fiorentina | 2 - 1       | Empoli    |
| Parma      | 0 - 2       | Verona    |
| Catania    | 2 - 3       | Novara    |
| Cagliari   | 1 - 2       | Siena     |
| Chievo     | 3 - 0       | Modena    |
| Genoa      | 3 - 2 (dts) | Bari      |
| Cesena     | 3 - 0       | Gubbio    |